# マイティ (トランプゲーム)
マイティ（朝鮮語: 마이티、英語: Mighty）は、トランプを使った韓国のトリックテイキングゲームである。日本のナポレオンに由来する、ビッドのあるポイントトリックゲームである。
日本のナポレオンによく似ているが、正ジャック・裏ジャック・セイムツーなどの特殊ルールが存在せず、よりシンプルになっている。これらのルールが一般的になる前に日本から韓国に伝来したのかもしれない。

## 使用するカードとランク
ジョーカー1枚を含む通常のトランプ53枚を使用する。このうち、特殊な役割をするカードが3種類ある。
1. A♠（切り札がスペードのときはA♦）はマイティと呼ばれ、もっとも強い。
2. ジョーカーはマイティの次に強い（ジョーカーコールの場合を除く）。
3. 3♣（切り札がクラブのときは別のスートの3に変えられることがある。ローカルルールにより異なる）は、ジョーカーコールと呼ばれる。このカードがリードされた場合、ジョーカーを持っている競技者はそれを出さなければならない。この場合、ジョーカーの能力は無効化される。

それ以外のカードは通常の順位に従う。すなわち A > K > Q > J > 10 > 9 > 8 > 7 > 6 > 5 > 4 > 3 > 2。

## ルール
マイティは通常5人で競技する。
ゲームの目的は、点数カード（A・K・Q・J・10）を多く取ることにある。
最初のディーラーは何らかの方法で決める。
ディーラーは各競技者に10枚の手札を配る。残り3枚は伏せておく。

### ビッディング
マイティではビッディングを政治にたとえ、選挙（선거）とよぶ。
最初の回ではディーラーから順に、自分が何枚の点数カードを取ることができるかを宣言するか、またはパスする。一度パスした競技者は、その回のプレイでは二度と宣言できない。宣言は切り札のスートと取れる枚数（13枚以上、最大20枚）を言うが、前の人がした宣言よりも高いものを言わなければならない。すなわち、前の宣言より多い枚数を宣言するか、または前の宣言と同じ枚数でノートランプ（切り札なし）を指定する。
ある宣言に対して、ほかの競技者がすべてパスしたら、その宣言をした者がデクレアラー（주공（主公）または대통령（大統領）と呼ぶ）となる。デクレアラーは伏せてあった3枚を表にして全員に見せた後、それを手札に加え、かわりに不要な3枚を裏向けに捨てる。
デクレアラーは、公約（공약、コントラクトのこと）を定める。公約は最後にした宣言と同じであるのが普通だが、切り札のスートを変えてもよい。ただし元の宣言がノートランプで、それを他の切り札に変えるときは枚数が1枚増える。
デクレアラーは次に1枚のカードを指定する。そのカードを持っている人がデクレアラーのフレンドとなる。フレンドは、自分がフレンドであることを明かしてはならない。デクレアラーとフレンドのチームを与党といい、それ以外の競技者を野党という。
デクレアラーは、ひとりで戦うこともできる。この場合、ひとりで戦うことを明示的に宣言しても、自分の持っているカードを指定してもよい。
なお、だれも宣言せず、全員がパスした場合は、もう一度宣言をやりなおしてみる。それでも全員がパスしたら、その回はプレイをせず、前回とおなじディーラーが配り直す。

### プレイ
最初のトリックはデクレアラーがリードする。最初のトリックのリードには制約があり、切り札やマイティ、ジョーカー、ジョーカーコールは出してはならない（ただし、この制約にひっかからないカードを持っていない場合は、切り札を出してもよい）。リードに対して、ほかの競技者は時計回りにカードを出していくが、このとき、リードと同じスートのカードを持っていれば、それを出さなければならない。持っていなければ何を出してもよい。一番強いカードはマイティ、次はジョーカー（ジョーカーコールの場合を除く）、次は切り札（複数の切り札が出たときはそのうちの最強のカード）、次はリードと同じスートで最強のカードになる。一番強いカードを出した者がそのトリックの勝者となる。勝者が与党に属することが明らかな場合を除き、その回のトリックで出たすべての点数カードはその競技者の前に表を向けて並べる。それ以外のカードはデクレアラーの前に裏向けにまとめて置く。トリックの勝者が次のトリックをリードする。これを手札がなくなるまで繰り返す。

### プレイの特例
マイティは最初のトリックでリードできないことを除き、いつでも出して構わない。ジョーカーコールがリードされた場合でも、マイティとジョーカーの両方を持っていれば、ジョーカーではなくマイティを出すことができる。ただし、マイティと同じスート（普通はスペード）のリードに対して、マイティ以外にそのスートのカードがない場合、マイティを隠すことはできない。
ジョーカーは最初と最後のトリックで出してはならない。それ以外はいつでも出して構わない。ジョーカーをリードした場合は、ジョーカーを出した競技者がリードのスートを指定する。

### 得点計算
プレイ終了後、野党の獲得した点数カードの枚数を合計し、20からその数を引いたものが与党の獲得した枚数になる。したがって、プレイ前にデクレアラーが捨てた3枚の中にある点数カードは、与党のものになる。
「与党の宣言した枚数-12」が勝ち点となる。与党の獲得した枚数が公約以上である場合、公約は達成され、デクレアラーは勝ち点×2を、フレンドは勝ち点を得点に加える。フレンドがいない場合はデクレアラーが勝ち点×4を得る。野党はそれぞれ勝ち点を失う。
与党の獲得した枚数が公約未満である場合、公約の達成は失敗し、デクレアラーは勝ち点×2を失い、フレンドは勝ち点を失う。フレンドがいない場合はデクレアラーが勝ち点×4を失う。野党はそれぞれ勝ち点を得点に加える。

### 2回目以降のプレイ
2回目以降は前回のフレンドがディーラーになり、ビッディングは前回のデクレアラーから行う。それ以外は同じである。

## 変種
以下のような追加ルールを認める場合がある。
- ノートランプの公約を達成したら得点が倍になる
- ラン - 20枚すべての点数カードを取る宣言で、達成したら得点が倍になる
- バックラン - 与党の成績が極端に悪い（限界をどこに設けるかはローカルルールによる）場合、与党の失点が倍になる

5人以外でも競技可能だが、そのやり方はあまり統一されていない。